# Бурдзинкевич Федір Іванович
Бурдзинкевич Федір Іванович (пол. Burdzinkiewicz, литов. Burdzinkiević) (*1789 — †14/04/1876) — підполковник, дворянин, учасник франко-московської війни 1812 року у складі Великолуцького полку, міський голова Кургану (1825—1837), Нікополя (1837—1840), поміщик Олександрійського повіту Херсонської губернії.

## Відомості
Згідно архівних даних був греко-католиком. Особисто вважав, що походить зі старовинного литовського княжого роду.
Молодість пов'язана з армією Московії. В 1808 році вступив до кадетського корпусу. Чин прапорщика отримав в 1811 р., дослужив до чину підполковника (1823 р.). Брав участь у закордонному військовому поході під час франко-московської війни 1812 р., де отримав поранення. Брав участь в колонізації територій на р. Кубань.
З 1825 по 1837 рр. був міським головою Кургану. 31.12.1837 був переміщений в м. Нікополь, де також служив міським головою до 1840 р. Після відстав стає поміщиком Олександрійського пов. — на 1856 рік власник с. Миколаївки з 65 дворами та 172 душами. Відомо, що також ним засноване с. Бурдзинківка (нині — Василівка) на р. Боковеньці. Постановою Херсонських дворянських зборів 19.07.1847 р. занесений в 3 частину родословної книги херсонських дворян.
Нагороджений орденом Анни IV ступеня, перснем з діамантом за участь у війні з Наполеоном і 20-річну службу у війську.
В честь його доньки Ольги Федорівни Долинської названа ст. Долинська. Крім Ольги мав ще четверо дітей — Михайло, Іван та ін.